# اندچی
اندچی (به فرانسوی: Andechy) یک کمون در فرانسه است که در Canton of Montdidier واقع شده‌است.

## خصوصیات
اندچی ۷٫۷۷ کیلومترمربع مساحت و ۲۳۹ نفر جمعیت دارد و ۱۰۳ متر بالاتر از سطح دریا واقع شده‌است.